# Ophiomyia banffensis
Ophiomyia banffensis este o specie de muște din genul Ophiomyia, familia Agromyzidae, descrisă de Spencer în anul 1969. Conform Catalogue of Life specia Ophiomyia banffensis nu are subspecii cunoscute.